# Towarzysz pancerny

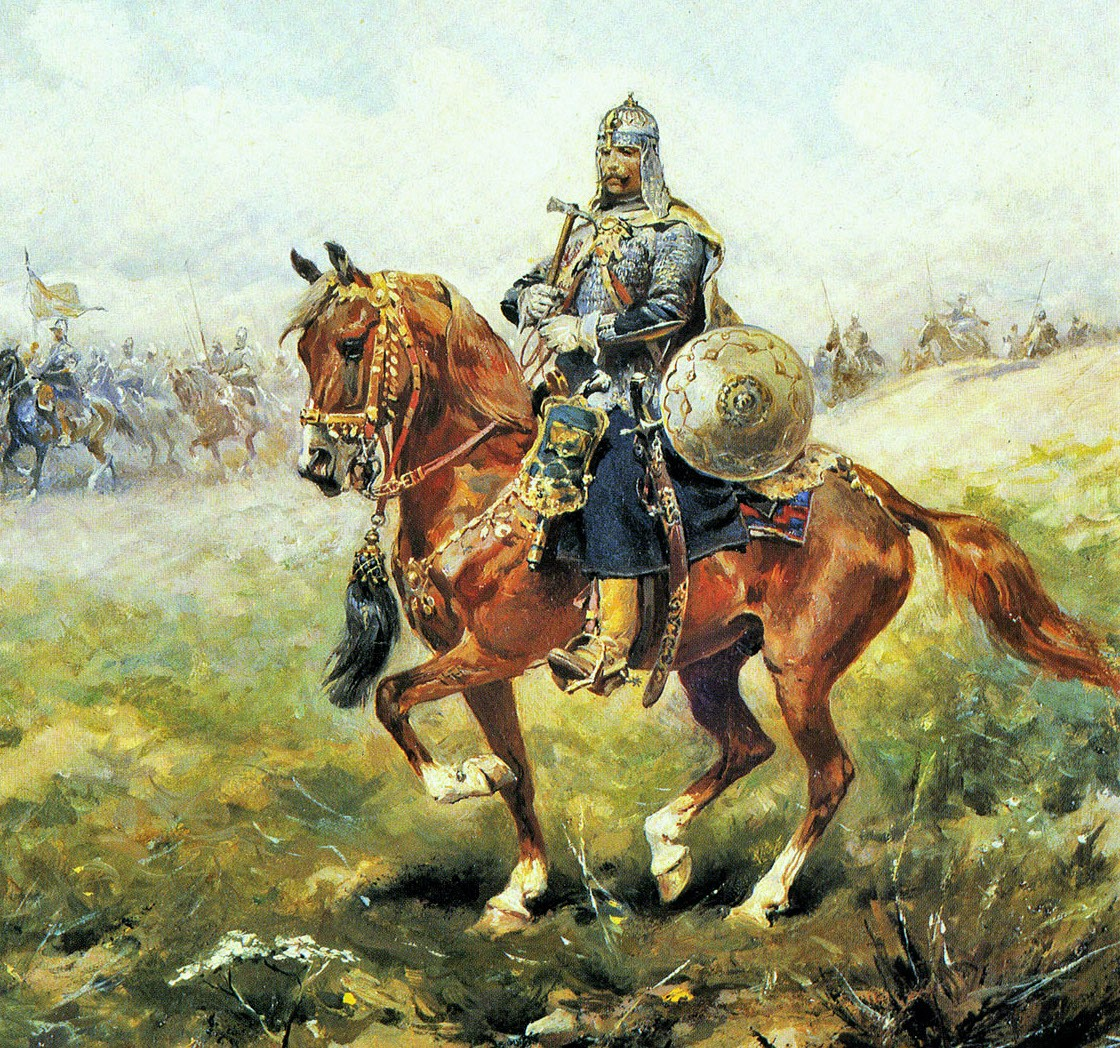
Towarzysz pancerny. Óleo sobre tela por Józef Brandt.

Towarzysz pancerny (membro da cavalaria 'recoberto de malha'), plural: Towarzysze pancerni ou Pancerni o nome de uma classe de cavalaria média dos séculos XVII e XVIII na República das Duas Nações, assim chamados devido suas armaduras serem feitas de cotas de malha (Antigo polonês: pancerz). O segundo mais importante ramo da cavalaria do exército polonês, depois dos hussardos.
A maioria dos ‘‘pancerni’’ era recrutada dentre as camadas médias e mais pobres da nobreza polonesa ou szlachta. Eles eram organizados em companhias (Chorągiew pancerna) com cerca de 60 a 200 cavaleiros. 

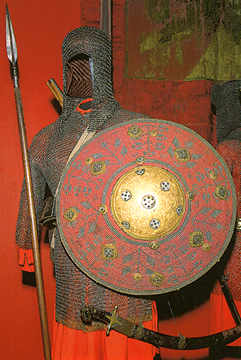
Armadura e equipamento dos cavaleiros médios(Towarzysz pancerny), da segunda metade do século XVII. Museu Wojska Polskiego em Varsóvia.